# Nic Claxton
 Nicolas "Nic" Devir Claxton (Greenville, 17 de abril de 1999) é um jogador norte-americano de basquete profissional que atualmente joga no Brooklyn Nets da National Basketball Association (NBA).
Ele jogou basquete universitário na Universidade da Geórgia e foi selecionado pelos Nets com a 31º escolha geral no draft da NBA de 2019.

## Carreira no ensino médio
Claxton frequentou a Legacy Charter School em Greenville, Carolina do Sul. Em sua última temporada, ele teve médias de 17,4 pontos, 7,8 rebotes e 2,9 bloqueios e se tornou o quarto jogador na história da escola a registrar 1.000 pontos.
Claxton era um recruta de três estrelas e escolheu a Universidade da Geórgia rejeitando Baylor, Florida State, NC State e Carolina do Sul.

## Carreira universitária
Como calouro, Claxton foi titular em cinco dos 33 jogos e teve médias de 3,9 pontos, 3,9 rebotes e 1,3 bloqueio.
Em sua segunda temporada, ele se tornou titular e teve médias de 13 pontos, 8,6 rebotes e 2,1 bloqueios, liderando seu time nas três categorias. Claxton foi selecionado para a Segunda-Equipe da Southeastern Conference (SEC) pelos treinadores da liga.
Em 19 de abril de 2019, ele se declarou para o Draft da NBA de 2019. Claxton foi convidado para o Combine, que ocorreu em maio de 2019, e recebeu elogios da CBS Sports por sua atuação.

## Carreira profissional

### Brooklyn Nets (2019–Presente)

#### Primeiros anos e função limitada (2019–2021)
Em 20 de junho de 2019, Claxton foi selecionado pelo Brooklyn Nets como a 31ª escolha geral no draft da NBA de 2019. Em 7 de julho de 2019, os Nets anunciaram que havia assinado um contrato de 3 anos e US$4.2 milhões com Claxton.
Ele sofreu uma lesão no tendão da coxa em janeiro de 2020 e foi designado para o afiliado dos Nets na G-League, o Long Island Nets. Em 24 de junho de 2020, os Nets anunciaram que Claxton havia se submetido a uma cirurgia artroscópica no ombro esquerdo e deveria perder a temporada de 2019-20.
Indo para a temporada de 2020-21, os Nets trocaram o pivô Jarrett Allen para criar mais minutos para Claxton. Em 12 de maio de 2021, ele registrou 18 pontos,cinco rebotes e dois bloqueios em uma vitória por 128-116 sobre o San Antonio Spurs. Na derrota no Jogo 4 dos playoffs para o Boston Celtics, Claxton perdeu seus primeiros 10 lances livres e terminou com 1 de 11. O New York Post comparou a estratégia dos Celtics com a estratégia Hack-a-Shaq usada contra Shaquille O'Neal.

#### Estrela defensiva e aumento da produção (2021–Presente)
Na pré-temporada, os Nets trocaram o pivô titular DeAndre Jordan e nomeou Claxton como seu pivô titular principal. Em 2 de fevereiro de 2022, Claxton registrou 23 pontos, onze rebotes e cinco bloqueios em uma derrota por 112-101 para o Sacramento Kings. Em uma revanche da série do ano passado, os Nets enfrentaram o Boston Celtics na primeira rodada dos playoffs. Eles foram eliminados em quatro jogos com Claxton tendo médias de 10,5 pontos e 2,3 bloqueios.
Em 7 de julho de 2022, Claxton renovou com o Nets em um contrato de dois anos e US$ 20 milhões. Ele foi o pivô titular da equipe entrando na temporada de 2021-22. Em 26 de janeiro de 2023, Claxton teve 27 pontos, 13 rebotes e dois bloqueios em uma derrota por 130-122 para o Detroit Pistons. Ele terminou o ano liderando a liga em porcentagem de arremessos de campo com 70,5%, média de 2,5 bloqueios por jogo, ficando em 2º lugar no Prêmio de Jogador Defensivo do Ano atrás de Jaren Jackson Jr..
Em 6 de julho de 2024, Claxton renovou seu contrato com o Nets por quatro anos e US$100 milhões. Em 23 de outubro de 2024, durante a partida de abertura da temporada contra o Atlanta Hawks, Claxton foi expulso após dar um golpe em Dyson Daniels, do Hawks, recebendo uma falta flagrante 2 que resultou em uma confusão. Em 19 de dezembro de 2024, durante a vitória por 101 a 94 sobre o Toronto Raptors, Claxton foi expulso novamente no segundo quarto por jogar a bola nas arquibancadas. Dois dias depois, ele foi multado em 25 mil dólares por suas ações.

## Carreira na seleção
Em 2014, Claxton jogou pelas Ilhas Virgens Americanas no Centrobasket Sub-15 na Cidade do Panamá e teve médias de 10,6 pontos e 11,8 rebotes. Ele também jogou pelas Ilhas Virgens no Centrobasket Sub-17 de 2015, em San Juan, Porto Rico, onde obteve médias de 11 pontos e oito rebotes. Claxton competiu na Copa América Sub-18 de 2016 em Valdivia, Chile. Ele teve médias de 12 pontos e 7,2 rebotes, levando sua equipe ao sétimo lugar.
No verão de 2018, Claxton se juntou à Seleção das Ilhas Virgens Americanas na competição de qualificação para a Copa do Mundo da FIBA de 2019.
Claxton é elegível para a equipe das Ilhas Virgens Americanas porque seu pai, Charles, nasceu em St. Thomas.

## Estatísticas da carreira

### NBA

#### Temporada regular
| Ano      | Equipe   | PJ  | PT  | MPJ  | AP   | 3P   | LL   | RT  | AS  | BR | TO  | PPJ  |
| -------- | -------- | --- | --- | ---- | ---- | ---- | ---- | --- | --- | -- | --- | ---- |
| 2019–20  | Brooklyn | 15  | 0   | 12.5 | .563 | .143 | .524 | 2.9 | 1.1 | .1 | .5  | 4.4  |
| 2020–21  | Brooklyn | 32  | 1   | 18.6 | .621 | .200 | .484 | 5.2 | .9  | .7 | 1.3 | 6.6  |
| 2021–22  | Brooklyn | 47  | 19  | 20.7 | .674 | –    | .581 | 5.6 | .9  | .5 | 1.1 | 8.7  |
| 2022–23  | Brooklyn | 76  | 76  | 29.9 | .705 | .000 | .541 | 9.2 | 1.9 | .9 | 2.5 | 12.6 |
| 2023–24  | Brooklyn | 71  | 71  | 29.8 | .629 | .200 | .551 | 9.9 | 2.1 | .6 | 2.1 | 11.8 |
| 2024–25  | Brooklyn | 70  | 62  | 26.9 | .563 | .238 | .513 | 7.4 | 2.2 | .9 | 1.4 | 10.3 |
| Carreira | Carreira | 311 | 229 | 23.0 | .625 | .156 | .532 | 6.6 | 1.5 | .6 | 1.4 | 9.0  |

#### Playoffs
| Ano      | Equipe   | PJ | PT | MPJ  | AP   | 3P | LL   | RT  | AS  | BR  | TO  | PPJ  |
| -------- | -------- | -- | -- | ---- | ---- | -- | ---- | --- | --- | --- | --- | ---- |
| 2021     | Brooklyn | 12 | 0  | 10.8 | .483 | —  | .667 | 2.8 | .6  | .3  | 1.0 | 2.5  |
| 2022     | Brooklyn | 4  | 0  | 24.5 | .792 | —  | .182 | 6.3 | 1.5 | 1.3 | 2.3 | 10.5 |
| 2023     | Brooklyn | 4  | 4  | 29.2 | .720 | —  | .600 | 8.0 | 1.5 | .3  | 1.8 | 10.5 |
| Carreira | Carreira | 20 | 4  | 21.5 | .664 | —  | .482 | 5.7 | 1.0 | .6  | 1.7 | 7.8  |

### Universidade
| Ano      | Equipe   | PJ | PT | MPJ  | AP   | 3P   | LL   | RT  | AS  | BR  | TO  | PPJ  |
| -------- | -------- | -- | -- | ---- | ---- | ---- | ---- | --- | --- | --- | --- | ---- |
| 2017–18  | Georgia  | 33 | 5  | 14.7 | .449 | .364 | .523 | 3.9 | .2  | .2  | 1.3 | 3.9  |
| 2018–19  | Georgia  | 32 | 32 | 31.6 | .460 | .281 | .641 | 8.6 | 1.8 | 1.1 | 2.5 | 13.0 |
| Carreira | Carreira | 65 | 37 | 23.1 | .454 | .322 | .582 | 6.2 | 1.0 | .6  | 1.9 | 8.4  |

Fonte:

## Vida pessoal
Claxton é filho de Charles Claxton, um nativo das Ilhas Virgens Americanas que jogou basquete universitário na Geórgia e foi brevemente membro do Boston Celtics na temporada de 1995-96.